# Джек Ґест
Джек Ґест (англ. Jack Guest, 28 березня 1906 — 12 червня 1972) — канадський академічний веслувальник.
Срібний призер Олімпійських Ігор 1928 року в складі парної двійки.